# 联邦社会融合公共规划服务部
社会融合部，全称联邦社会融合、扶贫、社会经济和大城市政策公共规划服务部，是比利时的一个联邦公共规划服务部，成立于2002年12月2日。其为一个二线组织，为社会福利公共中心与各扶贫组织等机构提供支助和资源。